# صالح سعید
صالح سعید(کرخه)، روستایی در عبدالخان از توابع بخش شاوور شهرستان کرخه در استان خوزستان ایران است.

## جمعیت
این روستا در دهستان شاوور قرار دارد و براساس سرشماری مرکز آمار ایران در سال ۱۳۸۵، جمعیت آن ۷۳ نفر (۱۲خانوار) بوده‌است.